# Positions (album)
Positions is het zesde studioalbum van de Amerikaanse zangeres Ariana Grande. De gelijknamige single werd op 23 oktober 2020 uitgebracht. Een week later werd het album bestaande uit 14 nummers uitgebracht samen met de tweede single 34+35. Een remix van 34+35 met Doja Cat en Megan Thee Stallion werd in januari 2021 uitgegeven en deze zou later ook verschijnen op de deluxe-editie van Positions, die werd vrijgegeven op 19 februari 2021.

## Tracklist
| 1.                 | 'Shut Up'                        | Ariana Grande, Tommy Brown, Steven Franks, Peter Lee Johnson, Tayla Parx, Travis Sayles, Michael Foster         | Brown, Franks, Sayles, Johnson                | 2:37 |
| 2.                 | '34+35'                          | Grande, Brown, Franks, Johson, Parx, Victoria Monét, Scott Nicholson, Xavier Herrera, Albert Stanaj             | Brown, Franks, Xavi, Johnson                  | 2:54 |
| 3.                 | 'Motive' (met Doja Cat)          | Grande, Brown, Franks, Monét, Amala Zandile Dlamini, Nija Charles, James McIntyre, Shane Lindstrom              | Brown, Murda Beatz, Franks, Joseph L'Étranger | 2:47 |
| 4.                 | 'Just Like Magic'                | Grande, Brown, Franks, Shea Taylor, Priscilla Renea                                                             | Brown, Franks, Taylor                         | 2:29 |
| 5.                 | 'Off the Table' (met The Weeknd) | Grande, Abel Tesfaye, Shintaro Yasuda, Brown, Franks, Travis Sayles                                             | Shintaro, Brown, Mr. Franks, Travis Sayles    | 3:59 |
| 6.                 | 'Six Thirty'                     | Grande, Hamilton, Brown, Franks, Nami, Taylor                                                                   | Brown, Mr. Franks, Nami, Taylor               | 3:04 |
| 7.                 | 'Safety Net' (met Ty Dolla Sign) | Grande, Tyrone Griffin, Khristopher Riddick-Tynes, Leon Thomas III, Brown, Silas Doss                           | The Rascals, Brown, Keys Open Doors           | 3:28 |
| 8.                 | 'My Hair'                        | Grande, Monét, Tayla Parx, Tommy Brown, Scott Storch, Anthony Jones, Charles Anderson                           | Storch, Brown, Jones, Anderson                | 2:38 |
| 9.                 | 'Nasty'                          | Grande, Monét, Riddick-TynesThomas, Brown, Nami, Sayles                                                         | Brown, The Rascals, Sayles, Nami              | 3:20 |
| 10.                | 'West Side'                      | Grande, Monét, Brown, Herrera, Ammar Junedi                                                                     | Brown, Xavi, Junedi                           | 2:12 |
| 11.                | 'Love Language'                  | Grande, Brown, Monét, Sayles, Parx, Kam Parker, Tommy Parker                                                    | Brown, Sayles, T. Parker                      | 2:59 |
| 12.                | 'Positions'                      | Grande, Charles, Brown, Steven Franks, London Tyler Holmes, Angelina Barrett, Brian Vincent Bates, James Jarvis | Brown, Franks, London On Da Track             | 2:52 |
| 13.                | 'Obvious'                        | Grande, Brown, Franks, Charles, Sayles, Johnson, Ryan Tedder, Josh Conerly                                      | Brown, Farnks, Sayles, Conerly                | 2:28 |
| 14.                | 'POV'                            | Grande, Brown, Franks, Parx, Oliver Frid                                                                        | Brown, Franks, Frid                           | 3:21 |
| Totale duur: 41:14 |                                  | |                                               |      |

| 15.                | 'Someone Like U' (Interlude)                        | Grande, Andrew Wansel, Marqueze Parker, Sam Wishkoski, Brown, Sayles                 | Brown, Wansel, Wishkoski, M. Parker, Sayles | 1:17 |
| 16.                | 'Test Drive'                                        | Grande, Brown, Franks, Parx, Monét, Lindstrom, Zachary Foster                        | Brown, Franks, Murda Beatz, Z. Foster       | 2:02 |
| 17.                | '34+35 Remix' (met Doja Cat en Megan Thee Stallion) | Grande, Dlamini, Megan Pete, Brown, Franks, Johnson, Parx, Monét, Nicholson, Herrera | Brown, Franks, Xavi, Johnson                | 3:02 |
| 18.                | 'Worst Behavior'                                    | Grande, Brown, Franks, Parx, T. Parker                                               | Brown, Franks, T. Parker                    | 2:04 |
| 19.                | 'Main Thing'                                        | Grande, Brown, Franks, Sayles, Herrera, Conerly, Yonatan Watts                       | Brown, Franks, Xavi, Sayles, Conerly, Watts | 2:09 |
| Totale duur: 51:48 |                                                     |                                                                                      |                                             |      |